# Borów (gromada w powiecie łowickim)
Borów – dawna gromada, czyli najmniejsza jednostka podziału terytorialnego Polskiej Rzeczypospolitej Ludowej w latach 1954–1972.
Gromady, z gromadzkimi radami narodowymi (GRN) jako organami władzy najniższego stopnia na wsi, funkcjonowały od reformy reorganizującej administrację wiejską przeprowadzonej jesienią 1954 do momentu ich zniesienia z dniem 1 stycznia 1973, tym samym wypierając organizację gminną w latach 1954–1972.
Gromadę Borów siedzibą GRN w Borowie utworzono – jako jedną z 8759 gromad na obszarze Polski – w powiecie łowickim w woj. łódzkim, na mocy uchwały nr 33/54 WRN w Łodzi z dnia 4 października 1954. W skład jednostki weszły obszary dotychczasowych gromad Borów, Borówek, Helin, Emilianów i Seligi oraz parcelacja Łazinek z dotychczasowej gromady Łazin ze zniesionej gminy Bielawy w tymże powiecie. Dla gromady ustalono 13 członków gromadzkiej rady narodowej.
31 grudnia 1961 z gromady Borów wyłączono wieś Helin i wieś Seligi, włączając je do gromady Bielawy, po czym gromadę Borów zniesiono, a jej (pozostały) obszar włączono do nowo utworzonej gromady Emilianów.